# 森武俊
森 武俊（もり たけとし、1967年9月8日 - ）は、日本の工学者、工学博士。東京大学教授。マサチューセッツ工科大学客員研究員。専門はロボット工学、看護工学。

## 略歴
1967年に東京で生まれる。1983年茗溪学園中学校卒業、1986年茗溪学園中学校・高等学校卒業。1990年に東京大学工学部機械工学科を卒業後、東京大学大学院工学系研究科修士課程・博士課程へ進学。1995年に博士課程修了。
1995年に東京大学助手となり、1998年に東京大学講師となる。2002年東京大学助教授。この頃、知能住宅、パーベイシブセンシングの研究で知られる。2010年東京大学大学院医学系研究科特任准教授を経て、2015年より東京大学大学院医学系研究科・医学部特任教授を務める。2020年東京大学次世代知能科学研究センター教授。同年に同大学産学協創推進本部副本部長および同大学Beyond AI研究推進機構機構長代理に就任した。
この間に、1997年および2001年にマサチューセッツ工科大学機械工学科客員研究員となる。また，2001年、2002年の未踏プロジェクト開発者。2004年より2006年まで日本学術会議メカトロニクス専門小委員会委員。2000年より2010年まで慶應義塾大学非常勤講師（理工学部）。

## 受賞
1994年 JIRA AWARD（International Symposium on Industrial Robots 1993 (ISIR'93)での森武俊による Hirochika INOUE, Masayuki INABA, Taketoshi MORI and Tetsuya TACHIKAWAのトラッキングビジョンの研究発表に関し）

## 家族
父は京都大学数理解析研究所元所長、東京大学および東京電機大学元教授、京都大学名誉教授、筑波大学名誉教授の森正武。祖父は北辰電機製作所、のちに精密機器会社創業の技術士森武保（機械除銹更生液剤、風向風速自画器、長期巻雨量計の発明など）。曾祖父は数学教育者で嘉納塾の後藤胤保（「算術教授の実際（尋常小学 第1-6学年）」等）。